# Древнееврейские царские печати
Древнееврейские царские печати — древнееврейские штампы на ручках больших кувшинов для хранения, впервые выпущенные во времена правления царя Езекии (около 700 г. до н. э.) и обнаруженные, в основном, в Иерусалиме и его окрестностях. Несколько целых кувшинов были найдены in situ, погребенными под слоем разрушений, вызванных ассирийским царём Синаххерибом в Лахише. Хотя ни одна из оригинальных печатей не была найдена, было опубликовано около 2000 оттисков, сделанных по меньшей мере 21 типом печатей. Иконография двух- и четырёхкрылых символов представляет собой царские символы, значение которых «в каждом царстве соответствовало местной религии и идеологии».

## Текст

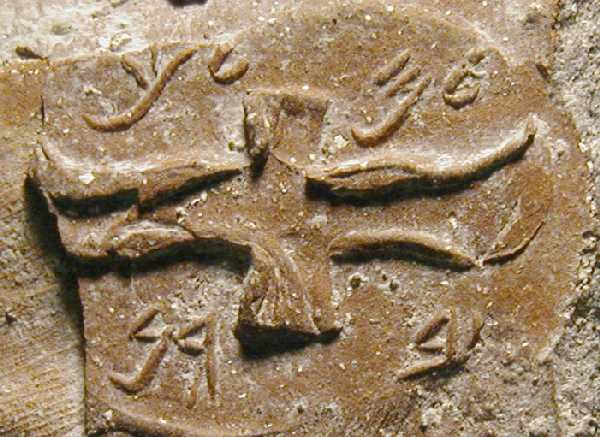
Древнееврейская царская печать

Текст ивр. למלך‎ , по буквам: ламед мем ламед каф (озвученные, ламелех; финикийский lāmed mēm lāmed kāp — 𐤋𐤌𐤋𐤊), можно перевести следующим образом:
- «[принадлежащий] царю» (Иудеи)
- «[принадлежащий] царю» (имя человека или божества)
- «[принадлежащий] правительству» (Иудеи)
- «[будет отправлено] царю»

Как предложный префикс, ламед (lāmed , 𐤋) имеет либо родительную, либо дательную функцию. Остальные три буквы образуют слово царь («мелех»); его перевод может относиться к конкретному царю, к любому царю или к правительству царя.
На ряде сосудов есть надписи с названиями городов. Все эти кувшины были изготовлены в одном месте —в Шфеле, возможно, в Лахише, под властью царя (упоминается в 1Пар. 4:23) и оттуда они были отправлены в каждый из четырёх административных регионов (Зиф, Хеврон, Сохо и ММСТ).

## Места и количества

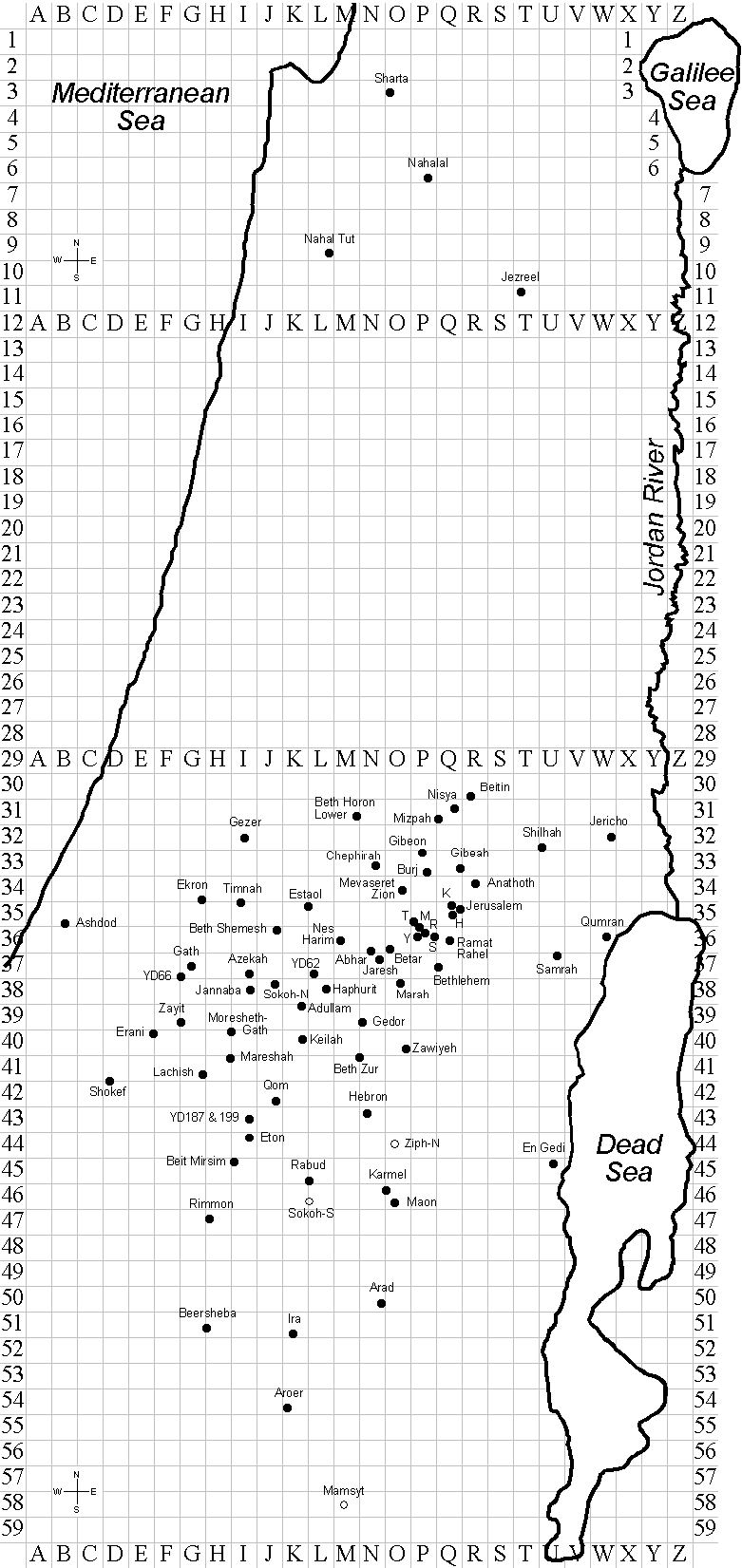
Места обнаружения царских печатей по состоянию на февраль 2008 г.

Большинство штампованных царской печатью ручек кувшинов были найдены в Южном царстве (71 место на древней территории, отнесенной к коленам Иуды, Вениамина и Симеона), в Северном царстве было найдено 4 места в северо-западном регионе). Было найдено более 2000 штампованных ручек для 20 мест:
- Хирбет Кейафа: 693
- Лахиш: 415
- Иерусалим: 281
- Рамат Рахель: 163
- Мордот Арнона[англ.]: 124[8]
- Гаваон: 92
- Мицпа: 88
- Бейт Шемеш: 71
- Морешет-Гат[англ.] : 39
- Гезер: 37
- Хирбет эль-Бурдж (северо-западный пригород современного Иерусалима): 24.
- Мареша[англ.]: 19
- Азека[англ.]: 18
- Тимна: 15
- Гива: 14
- Тель Эрани[англ.]: 13
- Хеврон: 13
- Сохо (Хирбет-Аббад к северо-западу от Хеврона, а не Соко к юго-западу от Хеврона): 13
- Бет Зур: 11
- Арад: 9

## Теории

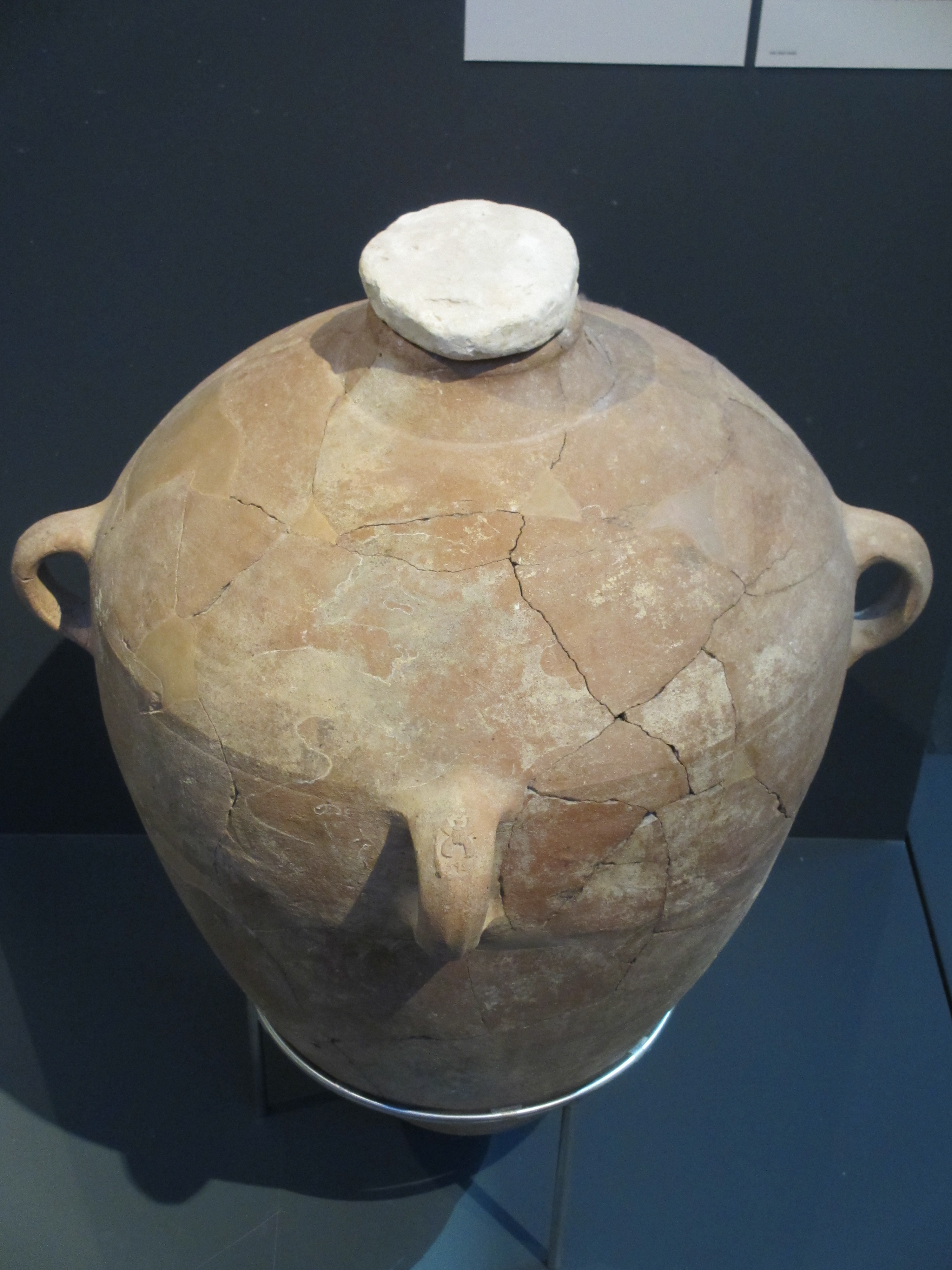
Кувшин с царской печатью на выставке в Музее Израиля

Начиная с editio princeps Чарльза Уоррена (1870), для объяснения функции царских печатей было выдвинуто множество разнообразных теорий. После раскопок в Лахише, проведенных Давидом Усышкиным в 1970-х годах, была установлена хронология печатей — время правления иудейского царя Езекии.
Опечатывались царской печатью сосуды, содержащие:
- Военные пайки, собранные в качестве чрезвычайной помощи в течение короткого периода (от нескольких месяцев до нескольких лет), предшествовавшего ассирийскому вторжению Синнаххериба.
- Государственные налоги собирались на протяжении большей части правления Езекии (14 или 26 лет в зависимости от хронологической интерпретации) в качестве долгосрочного экономического накопления до ассирийского вторжения Синнаххериба.
- Религиозные десятины, собираемые на протяжении 29-летнего правления Езекии.

В поддержку первых двух теорий приводятся надписи, которые можно прочитать как названия четырёх мест; в поддержку третьей теории приводятся географические статистические данные, которые не связывают ни одно из четырёх слов с определённым местом или регионом, кроме всего южного царства Иудеи.
В зависимости от выбранной теории интерпретируются и некоторые другие аспекты опечатывания:
- Люди, которые производили клеймение, были либо правительственными чиновниками, работавшими непосредственно на царя Езекию, либо левитами и/или священниками, связанными с храмом Соломона в Иерусалиме.
- Иконки символизируют либо царское достоинство, либо религиозную природу (Втор. 32:11, 12, Руф. 2:12, Псал. 36:7, Псал. 57:1, Псал. 61:4, Псал. 91:4 и Мал. 4:2).
- Надпись сверху обозначает иудейское правительство или конкретное божественное существо (Яхве, как в Псал. 10:16, Ис. 6:5 и Зах. 14:9).
- В дополнительных надписях (Хеврон, ММСТ, Сохо и Зиф) зафиксированы либо 4 места, либо 4 вотивных высказывания.

Стили гравировки указывают на то, что изготовителями печатей были по меньшей мере два, а возможно и пять человек. 21 тип можно объединить в пять или шесть наборов.
Строчная буква «x» используется в качестве символа подстановки при обозначении серии, например, x4C, вместо использования заглавных букв «G», «H», «M», «S» или «Z» в качестве первой буквы обозначения. Аналогично, «x» может использоваться в качестве второго буквенного обозначения, например, H2x вместо H2D, H2T и H2U.
Из-под слоя разрушений, вызванных ассирийским завоеванием Синнаххериба, было извлечено значительное количество штампов x4C, x4L и x2U. По одному образцу штампов G2T и M2D было найдено в Иерусалиме, который не был разрушен Синнаххерибом. Это говорит о том, что 12 из 21 печатей были изготовлены до нападения, а остальные 9 — после него. Первые существенные доказательства в поддержку этой информации были получены в ходе раскопок в Тимне, которые проводились Джорджем Л. Кельмом и Амихаем Мазаром.

## Личные печати

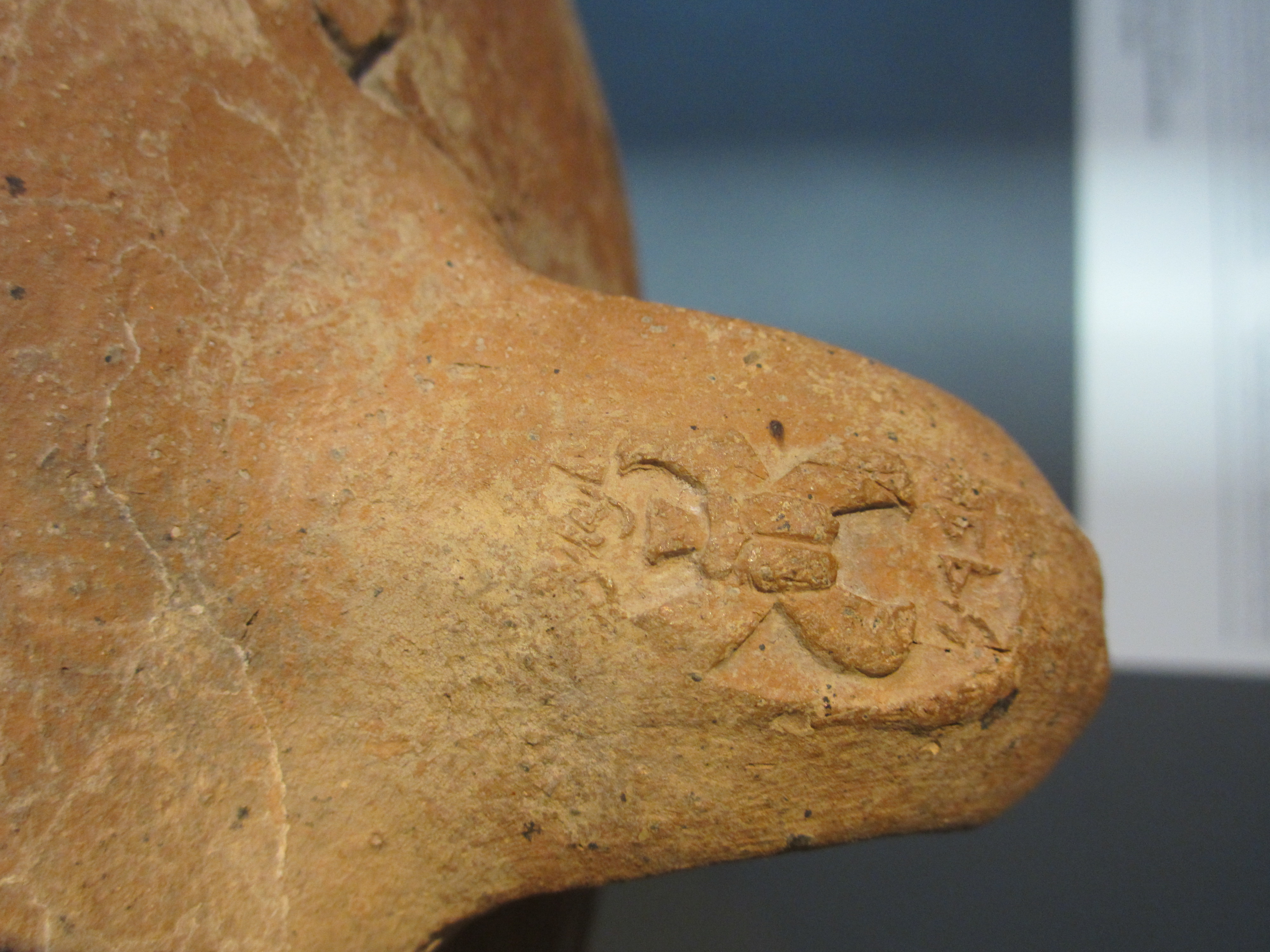
Древнееврейская царская печать (Хеврон). Музей Израиля, Иерусалим

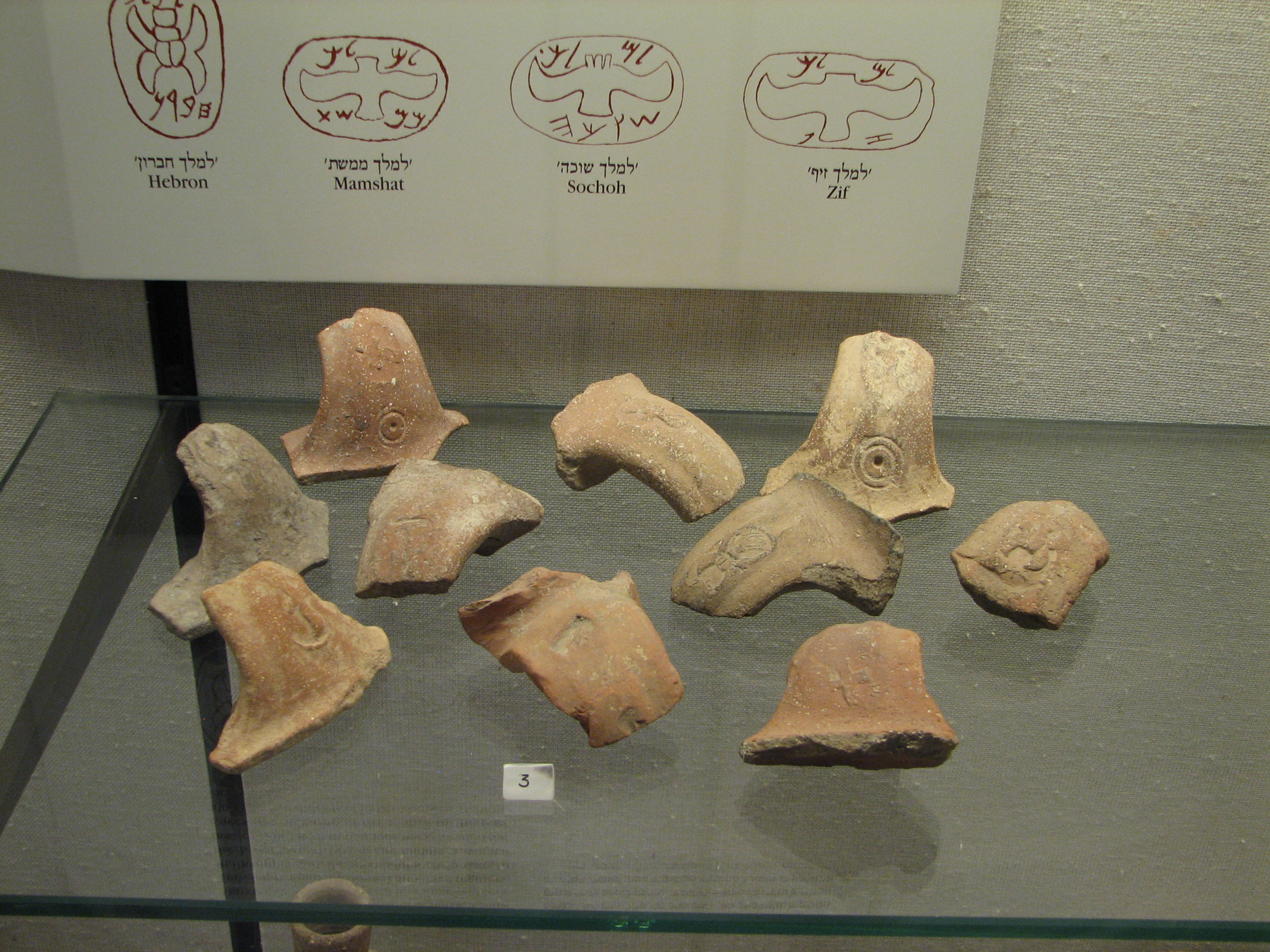
Печати в Музее Хехта

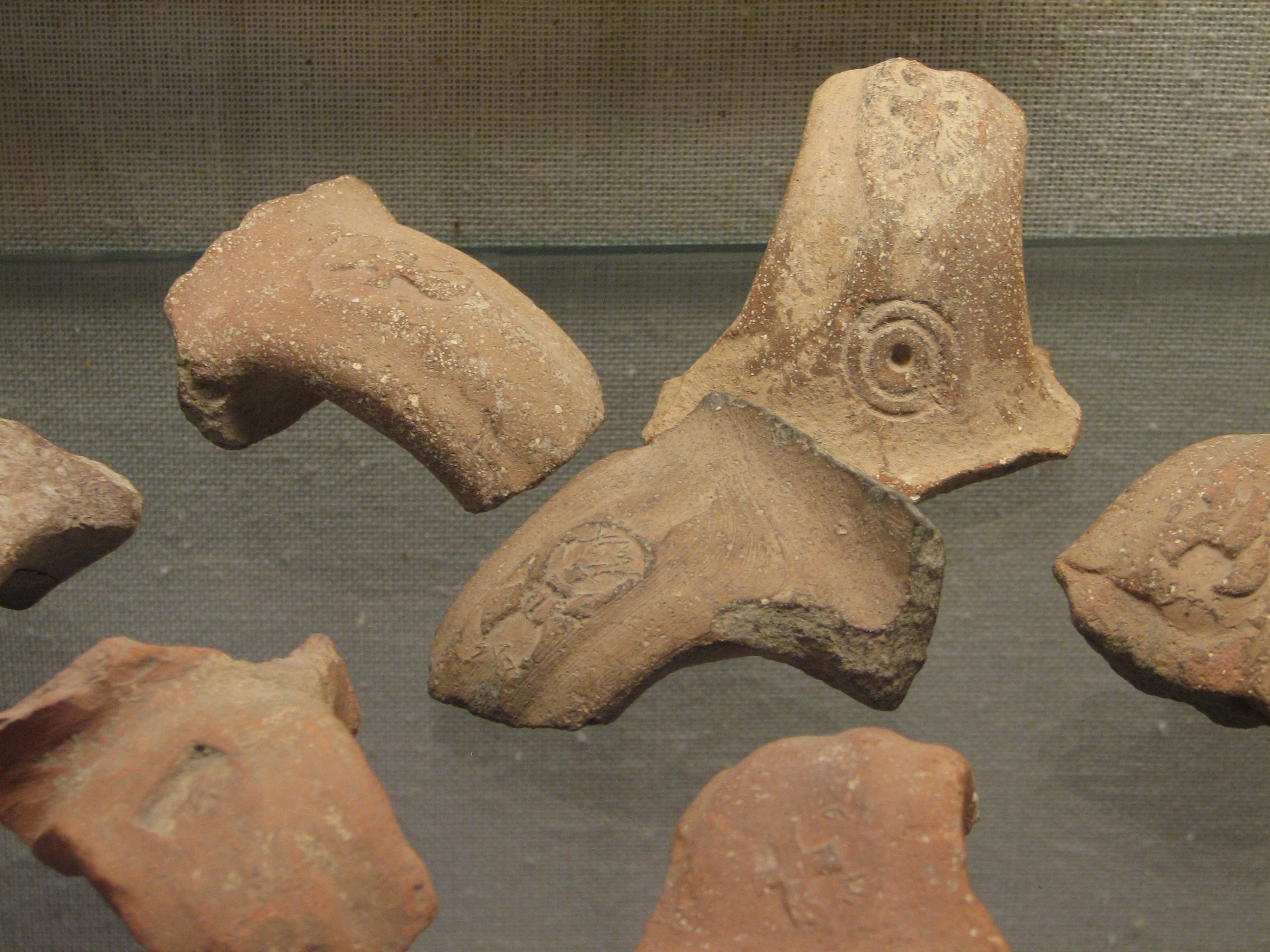
Печати — Музей Хехта

Несколько сотен оттисков печатей, сделанных на ручке сосудов того же типа, были обнаружены в тех же контекстах, что и царские штампы. Задокументировано более 50 типов, и большинство из них имеют двухстрочную надпись, разделенную двумя относительно параллельными строками. На некоторых из них в дополнение к надписи имеется иконка.

## Другие символы
Печати ставились на сырой глине перед обжигом в печи. На ручках этих кувшинов были вырезаны также некоторые другие знаки:
- Концентрические круги (обычно два, иногда только один; иногда наносятся на нештампованные ручки, но неизвестно, были ли они когда-либо вырезаны на нештампованных сосудах)
- Знаки плюс (похожие на «+» или «t» или «X»)
- Следы от отверстий (напоминающие центральную точку-якорь концентрических кругов)
- попытки отменить или стереть царское клеймо

Были найдены сотни ручек с кругами, но лишь немногие из них имели отметки «плюс», «отверстие» и «попытки стереть царское клеймо».
На нескольких царских штампах могли быть выгравированы дополнительные надписи, содержащие знаки, напоминающие буквы «IV» (отсюда "надрезы плюща ").

## Израильская почта
26 сентября 1948 года почтовое управление Израиля выпустило марки, приурочив их к празднику Рош ха-Шана 5709 года (4 октября) и ими открыв свою ежегодную серию праздничных марок.
Был выбран дизайн печати Z2U для первой серии почтовых марок с названием возрождающегося государства. Пять разноцветных номиналов (номинал 3, 5, 10, 20 и 65 мил; номера по каталогу Scott 10-4) были напечатаны листами по 300 штук. Марки были разработаны Отте Валлишом и имели отличительные вкладки с надписью на иврите: Летящий свиток: Царская Печать проставлена на кувшинах с вином и маслом, подаренных царю в качестве налога .

## Рисунки
Типы печатей LMLK по типологии Джорджа М. Грены:
|                                               |                                               | (reserved for S2T; not known if any existed) |                                               |
| (reserved for H2DR; not known if any existed) | (reserved for M2DR; not known if any existed) |                                              | (reserved for Z2DR; not known if any existed) |
|                                               |                                               |                                              |                                               |
|                                               |                                               |                                              |                                               |
|                                               |                                               |                                              |                                               |
|                                               |                                               | (reserved for S4C; not known if any existed) |                                               |